# Fit for Fun
Fit for Fun war eine Fitness-Zeitschrift, die von 1994 bis 2021 monatlich erschien.
Die Zeitschrift erschien erstmals am 17. März 1994 bei der Hamburger Verlagsgruppe Milchstraße. Im Dezember 2004 wurde die Verlagsgruppe Milchstraße zu 80 Prozent von Hubert Burda Media übernommen. Die restlichen 20 Prozent übernahm Hubert Burda Media im August 2006. Im Oktober 2010 wurden die Verlagsgruppe Milchstraße und der Focus Magazin Verlag zur Burda News Group zusammengelegt. Neben Zeitschriften wird die Marke Fit for Fun auch für weitere Produkte wie Sportbekleidung, Sportgeräte oder Lebensmittel genutzt.
Im Januar 2019 wurde die Hamburger Redaktion aufgelöst und die Inhalte anschließend vom Hamburger Redaktionsbüro mar10 media bezogen. Nach der Ausgabe vom 5. Januar 2021 wurde die Zeitschrift in eine vierteljährlich erscheinende Beilage der Zeitschriften Focus und Freundin umgewandelt, die von der Münchener Burda-Tochtergesellschaft b.famous content studios produziert wird. Die verkaufte Auflage sank zuvor von 320.321 Exemplaren im ersten Quartal 1998 auf 63.007 Exemplare im vierten Quartal 2020, ein Minus von 80,3 Prozent.
Von März 1999 bis August 2006 wurde auf VOX die Sendung Fit for Fun TV ausgestrahlt, die bis April 2000 von Annabelle Mandeng und anschließend von Nandini Mitra moderiert wurde.